# Asturii

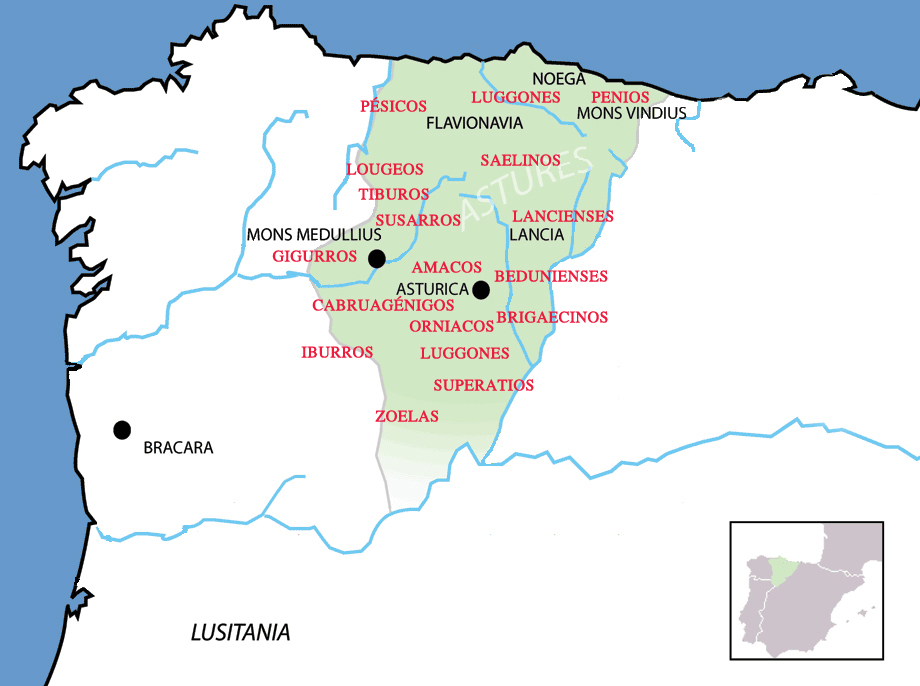
Conventus Asturum

Asturii au fost locuitorii Hispano-celtici din zona de nord-vest a Hispaniei, care cuprindea aproape întreaga comunitate modernă autonomă Asturia, provincia modernă a Leonului, partea de nord a provinciei Zamora și la est de Trás os Montes în Portugalia. Ei au fost crescători de oi care locuiau în colibe circulare construite din gips, carton și piatră. Albionii au fost un trib important din Asturia occidentală. 

## Locația
Patria Asturilor a cuprins comunitatea autonomă modernă Asturia și Leon, la vest, Lugo, Orense, iar provinciile din nordul Zamorei, împreună cu vârful de nord-est a regiunii portugheze de Trás-os-Montes. Aici au avut loc în orașele Lancia (Villasabariego - León), Asturica (Astorga - León), Mons Medullius (Las Medulas -? León), Bergidum (Cacabelos, lângă Villafranca del Bierzo - León), Bedunia (Castro de Cebrones - León) , Aliga (Alixa), Curunda (Castro de Avelãs, Trás-os-Montes), Lucus Asturum (Lugo de Llanera - Asturias), Brigaetium (Benavente - Zamora), și Nemetobriga (Puebla de Trives - Orense), care a fost centrul religios.

## Origini
Este posibil ca asturii să fi fost o parte a începutului expansiunii Hallstatt, care au părăsit patria bavareză a Boemiei și au migrat în Galia, unii continuând peste munți în Spania și Portugalia. Până în secolul al VI-lea î.Hr, au ocupat Castros, precum Coanna și Mohias lângă Navia de pe coasta Golgului Biscaya. Din punctul de vedere roman, exprimat în scurtele observații a istoricilor Florus, Titus Livius și Orosius, asturii au fost împărțiți în două facțiuni, în urma divizării naturale făcute de munții alpini castici din Picos: Transmontani (situați în Asturia modernă) și Cismontani (localizați în partea apropiată din Leonul modern).
Transmontanii, situați între râul Navia și masivul central al Picos de Europa, a cuprins Cabarci, Iburri, Luggones, Paesici, Paenii, Saelini, Vinciani, Viromenici, Brigaentini și Baedunienses;Cismontani inclus Amaci, Cabruagenigi, Lancienses, Lougei, Tiburi, Orniaci, Superatii, Gigurri, Zoelae și Susarri. Înainte de cucerirea romană la sfârșitul secolului I d.Hr, ei s-au unit într-o federație tribală cu cetatea de munte Asturica (Astorga), care era capitala lor.

## Cultura
Studii recente epigrafice sugerează că aceștia vorbeau limba celtică asemănătoare cu Gallaeci Lucenses și Braccarenses. Conform autorilor clasici, structura lor de familie a fost de linie maternă, prin care femeia moștenea proprietatea. Asturii au trăit în forturi de deal, stabilite în domenii strategice și construite cu ziduri rotunde în Asturia de astăzi și zonele de munte din Leon, cu pereți desptrunghiulari în zonele plate, similare cu cele din Galiția. Clasa războinică era formată din bărbați și femei și ambele sexe erau considerate a fi luptători feroce.

### Religia
Majoritatea triburilor asture, precum Lugone, îl venerau pe zeul celtic Lugh, iar referințele altor zeități celtice, cum ar fi Taranis sau Belenos au rămas în zonele locuite de asturi. Este posibil ca aceștia să fi venerat divinitatea Busgosu.

### Stilul de viață
Asturii erau vânători și culegători viguroși care au percheziționat avanposturile romane în zona de câmpie, însă dovezile arheologice confirmă faptul că aceștia erau crescători de animale în pașunile montane și se ocupau de agricultură pe pantele și văile inferioare. Ei creșteau mai ales oi, capre, boi și o rasă locală de cai de munte foarte renumiți în antichitate, asturconii, care încă există și astăzi. În conformitate cu Pliniu cel Bătrân, acești cai erau mici de statură, cu foarte puțin mai mari decât poneii, erau rapizi și antrenați pentru vânătoare și războaiele de munte.
În mare parte a anului, ei foloseau ghindele ca sursă de aliment de bază, uscându-le și pulverizându-le, folosind făina pentru un tip de pâine ușor de conservat. Din domeniile lor semanate din perioada pre-romană, ei recoltau orzul și produceau bere (Zythos), precum și grâul și inul. Având în vedere deficitul lor de producție agricolă, precum și caracterul lor războinic, aveau loc incursiuni frecvente pe pământurile Vaccaei, care aveau o agricultură mult mai dezvoltată. 

## Istoria
Asturii au intrat în înregistrările istorice în secolul al III-lea î.Hr., fiind listați printre mercenarii spanioli ai armatei Hasdrubal Barca, în bătălia de la râul Metaurus, în 207 î.Hr. După al doilea război Punic, istoria lor este mai puțin clară. Menționați rareori în sursele Iustinienilor, Celtiberianilor sau a războaielor romane civile din secolele I și II î.Hr, asturii au reapărut dintr-o obscuritate relativă chiar înainte de izbucnirea primului război Astur-Cantabric de la sfârșitul secolului I.
Conduși de ex - mercenarul general Gausón, asturii și-au unit forțele cu Cantabrii într-un efort de a-l preveni pe împăratul Augustus de a cuceri întregul domeniu nord-vest Iberic, susținând o revoltă de succes în Vaccaei în 29 î.Hr. Campaniile împotriva triburilor asturilor și cantabrilor s-au dovedit atât de dificile încât a fost necesară prezența împăratului însuși pentru a susține curajul celor șapte legiuni și a unui escadron naval. Prima campanie romană împotriva asturilor (Bellum Asturicum), care a început în primăvara anului 26 î.Hr., a fost încheiată cu succes în 25 î.Hr., cu predarea ceremonială a lui Mons Medullus chiar împăratului Augustus însuși, permițându-i celui din urmă să se întoarcă la Roma și să închidă porțile templului lui Janus în același an. Reducerea asturilor rămași a fost încredințată lui Publius Carisius, legatul de Lusitania, care, după ce a reușit să-l captureze pe generalul astur Gauson și a rămășitelor trupelor sale de la Hillfort de Lancia, i-a forțat ulterior să se predea după ce au amenințat să dea foc orașului. Asturii s-au supus romanilor dar nu au fost niciodată cuceriți pe deplin, iar modul lor tribal de viață s-a schimbat foarte puțin.
În ceea ce privește istoria romană oficială, căderea acestora din urmă a marcat încheierea cuceririi teritoriilor din Asturia, care de acum erau incluse alături de Galiția și Cantabria în noua provincie Transduriana. Acest lucru a fost urmat de stabilirea garnizoanelor militare de la Castra Legio VII Gemina (León) și Petavonium (Rosinos de Vidriales - Zamora), împreună cu coloniile de la Asturica Augusta (Astorga) și Lucus Asturum.
În ciuda politicilor de pacificare dure puse în aplicare de către Augustus, țara asturilor a rămas o regiune instabilă, supusă la revolte sporadice, de multe ori efectuate în complicitate cu cantabrii, iar activitățile persistente de gherilă au ținut forțele de ocupație romană ocupate, până la mijlocul secolului I d.Hr. Au avut loc noi răscoale în 24-22 î.Hr. (Al doilea război Astur-Cantabria), în 20-18 î.Hr. (Al treilea război Astur-Cantabria), declanșate de sclavii fugari din Cantabria care s-au întors din Galiția. 

## Romanizarea
Alăturați în provincia Hispania Tarraconensis, asimilarea asturilor în lumea romană a fost un proces lent și periculos, cu oamenii săi parțial romanizați care au păstrat limba celtică, religia și o mare parte din cultura lor antică, de-a lungul perioadei imperiale romane. Aceasta a inclus tradițiile lor marțiale, care le-au permis să ofere armatei romane unități auxiliare de cavalerie, care au participat la invazia împăratului Claudius în Bretania în 43-60 d.Hr. Cu toate acestea, dovezile ephigraphice gravate în forma unei stele înscrise cu Centurio Primpilus de Legio VI Victrix, arătau că acestea erau decorații acordate pentru curaj și acțiune și confirma faptul că asturii au organizat o revoltă în 54 d.Hr, fapt care i-a determinat să poarte un alt război de gherilă victorios, neînsemnat în sursele vechi, care a durat timp de 14 ani, însă situația în cele din urmă s-a calmat în jurul anului 68 d.Hr. Asturii s-au bucurat de o scurtă renaștere în timpul invaziilor germanice de la sfârșitul secolului al IV-lea d.Hr, până când au fost absorbiți de Regatul Vizigoților la începutul secolului al VI-lea.